# Острів Желтухіна
О́стрів Желту́хіна (рос. Остров Желтухина) — невеликий острів в затоці Петра Великого Японського моря. Знаходиться за 1,2 км на південний захід від острова Моїсеєва. Адміністративно належить до Первомайського району Владивостока Приморського краю Росії.

## Географія
Острів виділяється своїми червонувато-жовтими скелями. Південний берег скелястий та високий. На заході та сході розташовані два гостроконечні пагорби, розділені неглибокою западиною, які разом надають острову вигляд сідла. Західний пагорб вищий за лівий і має висоту 75,1 м. Південні схили стрімкі обох пагорбів обривисті, північні схили полого спускаються до низького берега бухти. Поверхня вкрита широколистим лісом. На південь від острова розташована гряда надводних каменів, біля північно-східного берега розкидані декілька стовпоподібних кекурів.

## Історія
Острів досліджений в 1862-1863 роках експедицією підполковника корпусу флотських штурманів Василя Бабкіна. Тоді ж і був названий на честь командира корвета «Калевала» капітан-лейтенанта Ф. Н. Желтухіна.